# Stinoptila wolfi
Stinoptila wolfi là một loài bướm đêm trong họ Geometridae.